# Vlastislav Kroupa
Vlastislav Kroupa (3. března 1920 Bosonohy – 27. dubna 1944 Vratislav) byl zakladatel protinacistické odbojové organizace Hnutí slovanské domoviny, působící na jižní Moravě, popravený za svoji činnost německými úřady ve Vratislavi (Breslau).

## Život
Narodil se v rodině řezníka, pocházejícího z dělnického prostředí. Jeho otec jako drobný živnostník s pokrokovými názory a výhradami k buržoaznímu vedení republiky, byl okolím chápán jako člověk levicového zaměření, ač jím nebyl. Neměl tedy dobré postavení v obci a otci se nedařilo. Roku 1937 se s rodinou přestěhoval do sousedního Starého Lískovce, kde se uvolnila řeznická živnost. Ve stejném roce začal Vlastislav Kroupa studovat na obchodní akademii, kde se setkal s Marxovým Komunistickým manifestem. Od mládí byl sečtělý, zajímal se o základy a principy společnosti, ve které žil a oplýval politickým přehledem. Zpočátku se jako pasivní posluchač účastnil politických schůzí stran první republiky, ale později i vystupoval v diskuzích. V Brně-Lískovci založil junácký oddíl, do kterého se marně pokusil vnést svoje myšlenky. Na svých názorech a na svém panslavistickém přesvědčení tedy založil skupinu stejně smýšlejících kamarádů nazývanou „Slovanská obec práce“. Kroupa postupně budoval organizaci mladých v rozsáhlém brněnském okolí a pomocí svého spolužáka vytvořil bojovou skupinu až na Moravskobudějovicku.
Během tří let mělo hnutí již 200 členů a v roce 1941 Vlastislav Kroupa navrhl nový název „Hnutí slovanské domoviny“. Hnutí se dařilo ucházet pozornosti gestapa do doby, než bylo zrazeno konfidenty, takže 16. listopadu 1942 byl Kroupa zatčen a uvězněn v Kounicových kolejích v Brně. Odolával tvrdým výslechům gestapa a díky statečnému postoji Kroupy i jeho druhů trvalo gestapu téměř rok, než uzavřelo případ Hnutí slovanské domoviny, i když se mu podařilo zatknout jen 67 členů z více než 200 organizovaných. 19. ledna 1944 byl postaven spolu se svými spolubojovníky před breslauský Volksgericht a odsouzen k trestu smrti. Trest byl vykonán dne 27. dubna 1944 ve Vratislavi.
V den popravy napsal svůj poslední dopis, jenž byl v roce 1971 uveřejněn v tisku.
Výňatek z dopisu: „Drazí rodiče, příbuzní a známí. Píši Vám poslední dopis, neboť večer budu popraven. Děkuji Vám za vše, co jste pro mne učinili. Nikdy v životě jsem nepoznal, co je to strach a také dnes ne. Jsem hrdý, že umírám jako voják lepšího zítřka, a lituji pouze, že mám jen jeden život, který mohu milované vlasti obětovat. Jen žádné sentimentality a pamatujte, že život je tvrdý boj. Loučím se s Vámi se všemi, s vlastí, národem a ostatními lidmi dobré vůle.“
Večer téhož dne byl popraven. Bylo mu 24 let. Stal se tak příkladem hrdinství a vlastenectví pro mladou generaci.

## Pomníky

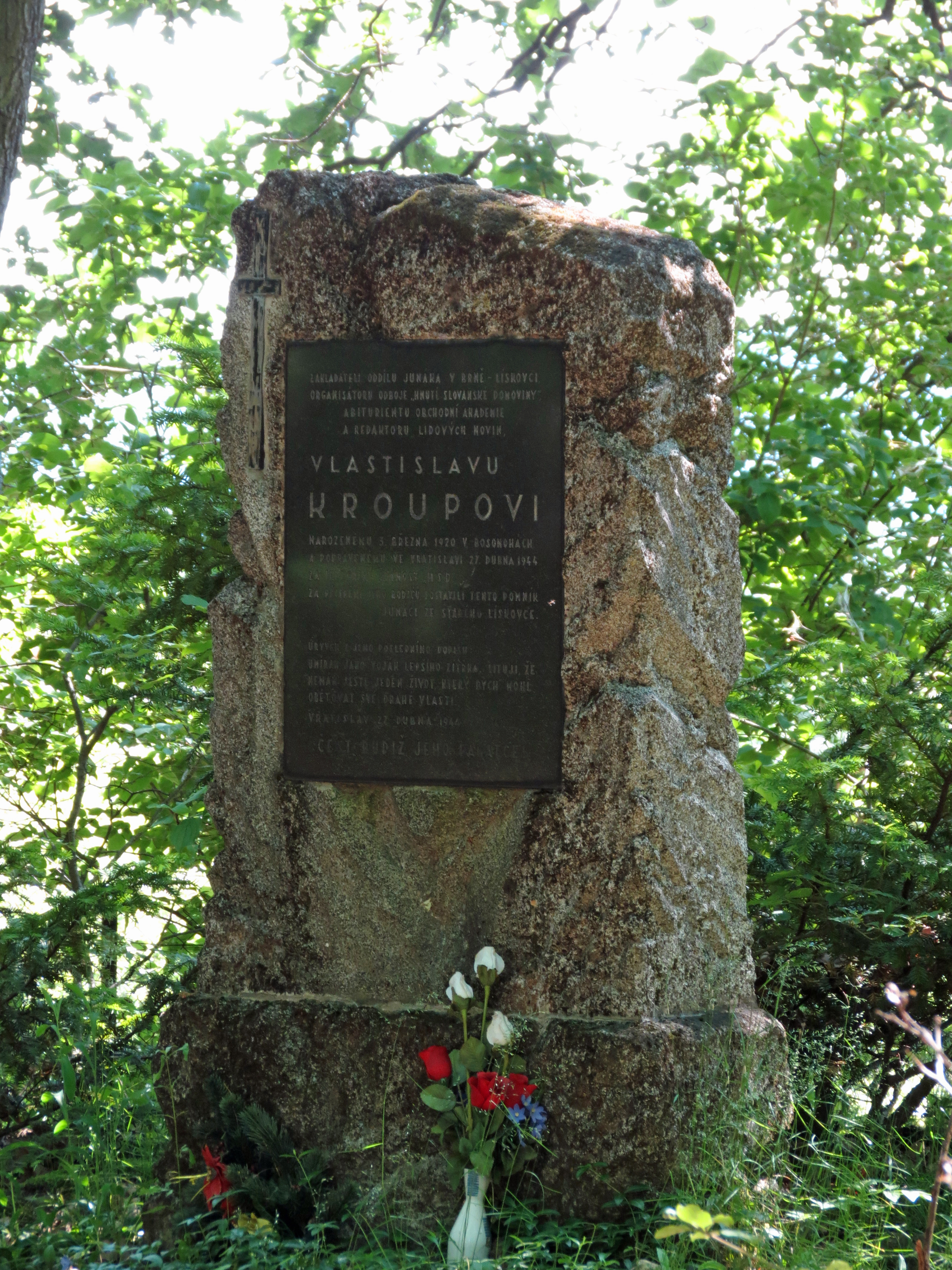
Pomník Vlastislava Kroupy v Brně-Bosonohách

- Pomník Vlastislav Kroupa – umístění: Brno, městská část Bosonohy[3]
- Pomník obětem 1. a 2. světové války – umístění: Brno, Bosonožské náměstí, Brno - Bosonohy[4]
- Pomník obětem 2. světové války a vojákům Rudé armády – umístění: Brno, Rybnická/Pisárecká, Brno - Nový Lískovec[5]

## Pojmenované ulice
- Kroupova (Starý Lískovec)
- Vladislava Kroupy (Bosonohy). Ulice byla pojmenována nesprávně a roku 1972 přejmenována jako ulice Ztracená.